# Zi'ao
Zi'ao (chinois : 訾敖), (???-529 av. J.C),est le dixième Roi de l'état de Chu, bien que son règne ne dure que vingt jours, en 529 av J.C., durant la Période des Printemps et Automnes, de l'histoire de la Chine.Son nom de naissance est  "Xiong Bi" (chinois : 熊比), "Zi'ao" étant son nom posthume, et son prénom social  Zigan (chinois : 子干).
Bi est le troisième fils du roi Gong de Chu et un des frères cadets du Roi Kang de Chu. En 541 av. J.-C., son frère ainé Wei assassine son neveu Jia'ao et usurpe le trône. Craignant pour sa vie, Bi s’enfuit du Chu pour se réfugier dans l'état de Jin tandis que son frère cadet Heigong fait de même dans l'état de Zheng. Wei devient alors le roi Ling de Chu (nom posthume).
Pendant son règne, le roi Ling conquiert les États de Chen et Cai. Les anciens ministres de ces deux États, devenus ministres du Chu a la demande de Ling, se mettent rapidement a élaborer des plans afin que leurs pays respectifs puissent regagner leur indépendance. En 529 av. J.-C., le roi Ling prend le commandement d'une armée et part attaquer l'état de Xu. Pendant ce temps, Bi et Heigong, ainsi que leur plus jeune frère, Qiji, rencontrent les anciens ministres de Chen et Cai. Ensemble, ils mettent au point un plan, qui leur permet de réussir à renverser le roi Ling. Les fils de Ling sont tués pendant ce coup d'état et, en tant qu'aîné des trois frères, c'est Bi qui devient le nouveau Roi de Chu. Lorsque les soldats du roi Ling apprennent le nouvelle du coup d'état, ils désertent en masse. Seul et réfugié chez le fils d'un de ses anciens ministres, Ling se suicide quelques jours plus tard; mais la nouvelle de sa mort circule pas ou peu.
Très peu de temps après, Chaowu, un ancien ministre de l'État de Cai, essaye de persuader Qiji, le cadet de la fratrie, de devenir le nouveau roi. Qiji lui rétorque qu'il s'opposera à lui s'il essaye de prendre le trône à ses frères aînés. Malgré cette réponse, Chaowu voit que Qiji veut vraiment être roi, alors ils élaborent tous les deux un plan. Chaowu et Qiji ont été chargé par Bi et Heigong de vaincre le roi Ling, et sont donc en route vers Xu. Ils font semblant d'avoir été vaincus par le roi Ling et envoient des messages annonçant que ce dernier marche sur la capitale du Chu avec ses troupes. Bi et Heigong craignent tellement le retour du Roi Ling, que lorsqu'ils apprennent la nouvelle ils se suicident tous les deux. Cependant, l'armée qui arrive à la capitale et est censée être commandée par le roi Ling était en fait sous les ordres de Qiji. Tous ses frères ainés et neveux étant morts, Qiji monte sur le trône en tant que roi Ping de Chu.
Bi, roi pendant a peine vingt jours, est enterré à Zi en tant que prince. En conséquence, il reçoit le nom posthume de Zi'ao. 